# چروینو (کامپانیا)
چروینو (به ایتالیایی: Cervino) یک کومونه در ایتالیا است که در استان کسرتا واقع شده‌است. چروینو ۸٫۰ کیلومتر مربع مساحت و ۵٬۱۳۷ نفر جمعیت دارد.